# کالیفرنیا (پنسیلوانیا)
کالیفرنیا (به انگلیسی: California) یک منطقهٔ مسکونی در ایالات متحده آمریکا است که در شهرستان واشینگتن، پنسیلوانیا واقع شده‌است. کالیفرنیا ۲۹٫۰۹ کیلومتر مربع مساحت دارد.